# Fletching
Fletching är en ort och civil parish i Storbritannien.   Den ligger i grevskapet East Sussex och riksdelen England, i den södra delen av landet, 60 km söder om huvudstaden London. Fletching ligger 44 meter över havet och antalet invånare är 1 041.
Terrängen runt Fletching är platt. Runt Fletching är det ganska tätbefolkat, med 230 invånare per kvadratkilometer. Närmaste större samhälle är Uckfield, 5,0 km sydost om Fletching. Trakten runt Fletching består i huvudsak av gräsmarker.